# 村上頼時
村上 頼時（むらかみ よりとき、生没年未詳）は、鎌倉時代の武将・御家人。清和源氏頼清流。村上経業の子。兄弟に村上仲盛、村上頼澄、村上業賢、村上経光らがある。官位は左衛門尉、筑後守。

## 人物
『吾妻鏡』によれば、文治元年（1185年）10月24日の勝長寿院落慶供養には父の経業と共に参列している。建久元年（1190年）11月の源頼朝の上洛や同2年（1191年）7月の新造御所への移徙の儀、同4年（1194年）11月の永福寺薬師堂の供養、同6年3月の東大寺参詣などに随行し、建暦2年（1212）9月、儀式行列の前駆以下を務めるため、京都から鎌倉に下向している。